# Conus zebra
Conus zebra е вид охлюв от семейство Conidae.

## Разпространение и местообитание
Видът е разпространен в Индонезия (Малуку и Папуа), Папуа Нова Гвинея и Соломонови острови.
Обитава крайбрежията на морета.